# Fragments of Unbecoming
Fragments of Unbecoming ist eine im Jahr 2000 gegründete deutsche Melodic-Death-Metal-Band aus Hessen.

## Geschichte
Die Band wurde im Sommer 2000 von den beiden Gitarristen Sascha Ehrich und Stefan Weimar als Nebenprojekt zu ihren damaligen Hauptbands Mortified beziehungsweise Veneral Disease gegründet. Ingo Maier, zu diesem Zeitpunkt ebenfalls bei Veneral Disease aktiv, stieß als Schlagzeuger zur Band hinzu, Stefan Weimar übernahm in der Anfangszeit der Band zusätzlich den Gesang. Die Mitglieder von Fragments of Unbecoming probten über einen Zeitraum von mehreren Monaten mit verschiedenen möglichen Bassisten und entschieden sich schließlich für Wolfram Schellenberg. Im Frühjahr 2001 entschlossen sich die Musiker dazu, die Band nicht länger als Nebenprojekt zu sehen und Sascha Ehrich verließ in der Folge seine bisherige Band Mortified. Im Mai 2002 veröffentlichte die Band ihre EP Bloodred Tales – Chapter I – The Crimson Season in Eigenregie und schaffte es auf CD-Beilagen der Musikmagazine Rock Hard und Heavy, oder was?!.
Ein Jahr später unterschrieb die Band einen Plattenvertrag bei Metal Blade Records und veröffentlichte dort ihr Debütalbum Skywards – Chapter II – A Sylphe's Ascension. In der Folge entschied sich die Band dazu, einen Sänger zu suchen, um Stefan Weimar bei Liveauftritten zu entlasten und auf kommenden Alben mit zweistimmigem Gesang arbeiten zu können. Sam Anetzberger probte daraufhin mit der Band und spielte einige Konzerte, ließ dann aber seiner anderen Band Dead Eyed Sleeper höhere Priorität zukommen. In der Folge probte ein US-amerikanischer Sänger mit Fragments of Unbecoming, konnte jedoch nicht dauerhaft in Deutschland bleiben und verließ die Band bereits nach kurzer Zeit wieder. Für die Aufnahmen zu dem folgenden Album Sterling Black Icon – Chapter III – Black But Shining, das abermals bei Metal Blade Records erscheinen sollte, wurde Sam Anetzberger im Herbst 2005 zu einer Rückkehr bewogen. Nach den Aufnahmen zu The Everhaunting Past – Chapter IV – A Splendid Retrospection verließ Wolfram Schellenberg aus Zeitgründen die Band und wurde durch Christopher Körtgen ersetzt. Das bereits vollständig gemasterte Album erschien nach Vertragsunterzeichnung bei Cyclone Empire.

## Diskografie
- 2002: Bloodred Tales – Chapter I – The Crimson Season (EP, Eigenveröffentlichung)
- 2004: Skywards – Chapter II – A Sylphe's Ascension (Metal Blade Records)
- 2006: Sterling Black Icon – Chapter III – Black But Shining (Metal Blade Records)
- 2009: The Everhaunting Past – Chapter IV – A Splendid Retrospection (Cyclone Empire)
- 2012: The Art Of Coming Apart – Chapter V (Cyclone Empire)
- 2018: Perdition Portal (Apostasy Records)

## Stil
Die Band sieht ihre Musik als an den schwedischen Death Metal der 1990er-Jahre angelehnt. In Reviews wurden Vergleiche mit At the Gates, A Canorous Quintet und den frühen In Flames gezogen. Gelobt wurden unter anderem das „hohe Kompositionsniveau“ der Stücke, sowie die „filigranen Melodiebögen“.